# Chantal de Souza
Chantal de Souza ou encore Chantal Yayi de Souza est une femme politique béninoise et ancienne Première dame de 2006 à 2016. Elle est l'épouse de l'ancien chef de l'État béninois Thomas Boni Yayi.

## Biographie
Chantal de Souza est originaire de Ouidah et membre de la famille de Souza, d'origine brésilo-portugaise (descendante à la 5e génération de Francisco Félix de Souza), installée autour de la ville côtière,. Elle est issue d'une fratrie de dix frères et sœurs (avec elle, ils sont 11 enfants de João de Souza, médecin citoyen du Dahomey d'origine luso-brésilienne et d'Albertine Fournier, métisse franco-dahoméenne), dont feu son frère aîné Marcel Alain de Souza (1959-2019), banquier et ancien président de la commission de la CEDEAO. Elle aurait effectué des études en économie (et peut-être en droit) jusqu'en année de maîtrise, vraisemblablement en France. Marcel de Souza, lui aurait présenté son futur mari, Thomas Boni Yayi. Elle et Boni Yayi ont eu un (01) enfant. En 2008, Chantal Yayi et Thomas Boni Yayi (originaire de Tchaourou et issue d'une famille paternelle venant originellement par ses aïeux de Savè) ont reçu les titres de chefferie du roi nigérian d'Ile-Ife, Olubuse II (en).
Aux côtés de son mari président, ce dernier se consacre sur la santé et l'éducation[pas clair].
En préparation de l'élection présidentielle de 2016, Yayi aurait aidé Marcel Alain de Souza à créer un petit parti politique, le Front républicain pour une alternative patriotique (Frap), que celui-ci a présidé et utilisé pour lancer sa candidature présidentielle. Cependant, Marcel de Souza n'a obtenu que 0,13 % des voix au scrutin.

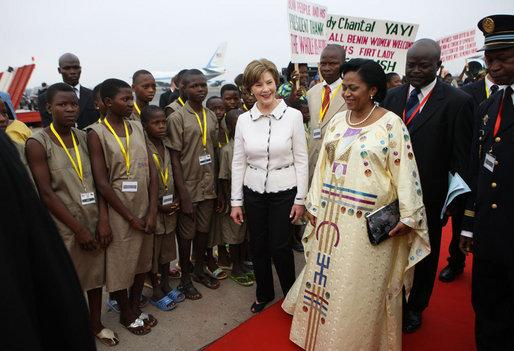
La Première dame américaine Laura Bush au Bénin avec Chantal Yayi de Souza en 2008.
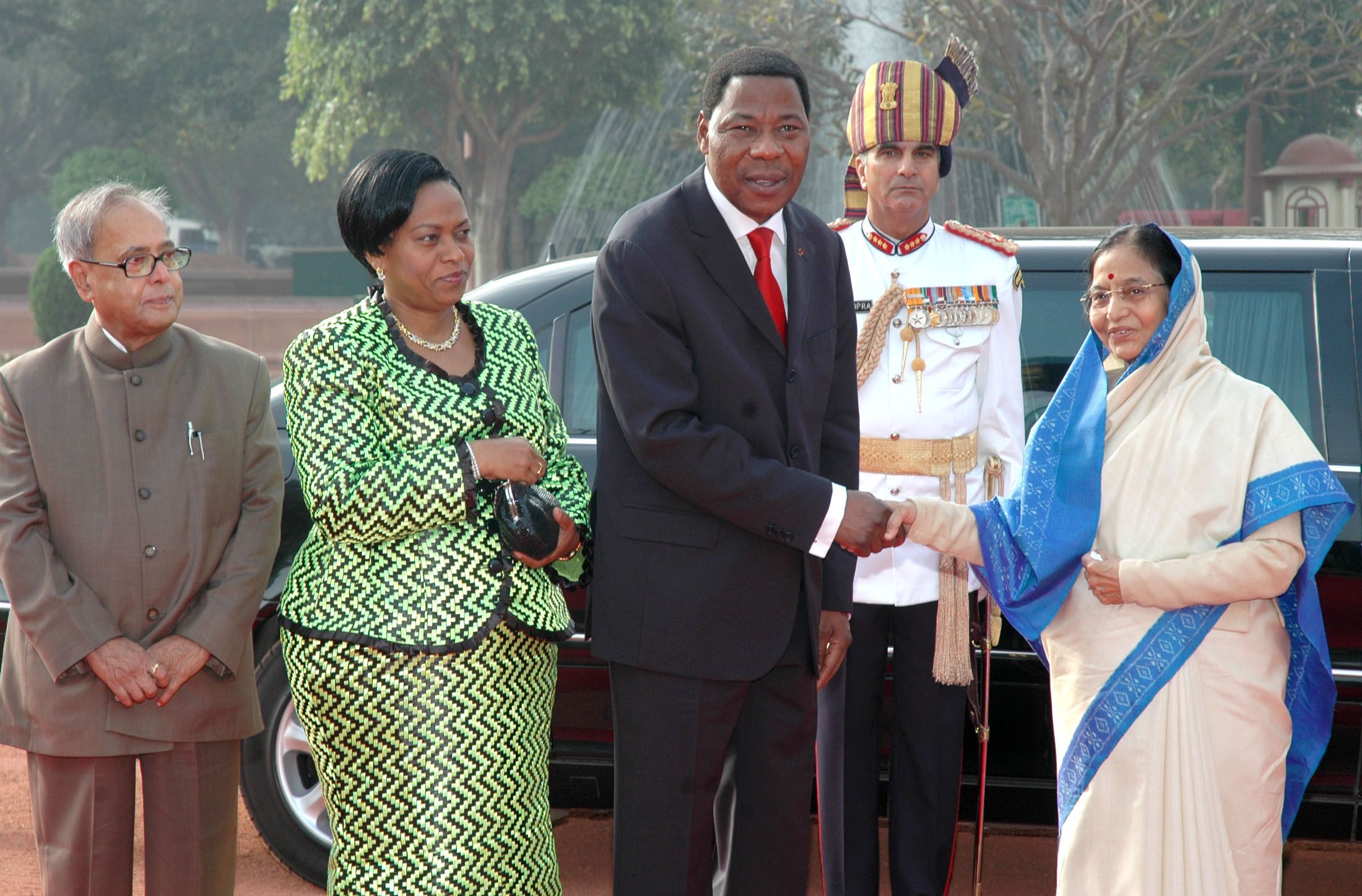
Boni Yayi et son épouse avec la présidente indienne Pratibha Patil en 2009.